# Iríni Gíni
Pour les articles homonymes, voir Gini et Mirka.
Iríni Gíni, en grec moderne : Ειρήνη Γκίνη, ou Mírka Gínova (Μίρκα Γκίνοβα - en macédonien : Мирка Гинова) (1916-1946), est une résistante slavo-macédonienne,, originaire de Grèce, active pendant l'occupation et la guerre civile en tant que membre de l'Armée populaire de libération nationale (ELAS), puis du NOF. Elle est la première femme à être exécutée par l'État grec pendant la guerre civile.

## Origine et action durant la Seconde Guerre mondiale
Iríni Gíni est originaire de Roussilovo (aujourd'hui Xanthógia (el)), dans le district régional de Pella, et est issue d'une famille pro-bulgare. Elle étudie dans une école à Kastoria, où elle obtient son diplôme en 1936 et est institutrice de maternelle ou professeur. Pendant l'occupation de la Grèce au cours de la Seconde Guerre mondiale, elle devient membre d'organisations de résistance tels que le Front de libération nationale (EAM), l'OKE et plus tard le Parti communiste de Grèce (KKE), opérant dans le district de Pella. Au contraire d'elle, certains de ses proches sont associés au club bulgare de Thessalonique (el). 

## Après l'occupation
Iríni Gínia est ensuite transférée dans une école à Árnissa (el), mais elle est renvoyée de l'école pour conduite morale inappropriée. Dans le même temps, elle est accusée d'avoir participé à l'exécution de deux personnes. Elle se réfugie alors en Yougoslavie, plus précisément sur le territoire de la République socialiste de Macédoine, où elle devient un membre important de l'organisation NOF, organisation nationaliste slavo-macédonienne fondée à la suggestion du gouvernement yougoslave, revendiquant la saisie des territoires grecs et la création de la Grande Macédoine au sein de la Yougoslavie. Elle est également membre de l'Union des femmes antifascistes, une organisation de Slavo-Macédoniens en Grèce. Elle est capturée par les forces gouvernementales grecques en juillet 1946 avec d'autres membres armés du NOF et du KKE. 

## Exécution et souvenir

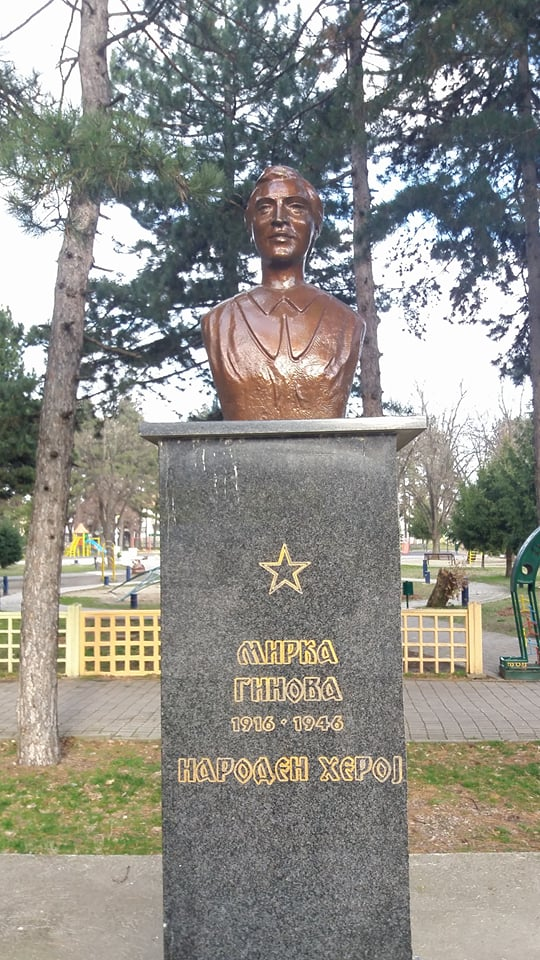
Le buste d'Iríni Gíni à Bitola.

Iríni Gíni est condamnée à mort par un tribunal militaire extraordinaire pour conspiration en vue de s'emparer du territoire grec. Avec six autres communistes, elle est exécutée par des gendarmes à l'aube du 26 juillet 1946, près de Giannitsá,,. Selon un communiqué de presse du ministère de l'Ordre public, elle est la plus calme des condamnés à mort et, devant le peloton d'exécution, elle chante L'Internationale et applaudit le KKE. 
Elle est la première femme à être exécutée dans l'histoire de la Grèce moderne. 
Contrairement à ce qui s'est passé pour la majorité des Macédoniens slaves persécutés à cette époque, la nouvelle de la condamnation et de l'exécution d'Iríni Gíni s'est répandue dans le monde entier.
En République démocratique de Macédoine, Iríni est considérée comme une héroïne de la « lutte de libération nationale en Macédoine égéenne » et, dans les années 1960, une usine de Skopje est baptisée en son honneur. 
En outre, l'organisation culturelle de la municipalité de Demir Kapija porte son nom, et en 2006, un buste d'elle est érigé dans le monastère. En janvier 2019, la mention du nom d'Iríni Gíni  est devenue le sujet d'un débat politique au sein du Parlement grec entre le Premier ministre de Grèce et président de SYRIZA de l'époque, Aléxis Tsípras, et le secrétaire général du Parti communiste de Grèce, Dimítris Koutsoúmbas.